# Johann Bernhard Bodde
Johann Bernhard Bodde (* 10. November 1760 in Lette b. Rheda; † 24. Juli 1833 in Münster) war ein deutscher katholischer Theologe, Philosoph, Naturwissenschaftler und Hochschullehrer.

## Leben
Bodde besuchte das Gymnasium Laurentianum in Warendorf. Anschließend studierte er von 1780 bis 1784 Rhetorik, Philosophie und katholische Theologie in Münster. Von 1785 bis 1789 war er dann Lehrer am Gymnasium Paulinum in Münster. Gleichzeitig betrieb er in dieser Zeit medizinische und naturwissenschaftliche Studien. Von 1789 bis 1792 nahm er ein zweites Studium der Naturwissenschaften in Würzburg auf. Im Jahr nach dem Abschluss seines zweiten Studiums wurde er in Münster Professor der Chemie, zeitweilig lehrte er dort auch Pharmakologie, Pharmazie und Physik. Bodde war mehrfach Dekan der Philosophischen Fakultät der Universität in Münster. 1827/28 war er Rektor der Universität Münster. Gleichzeitig unterrichtete er auch an der medizinisch-chirurgischen Lehranstalt in Münster, die 1820 errichtet worden war und an der 1822 gegründeten Handwerker-Gewerbeschule, die er von 1822 bis 1826 auch leitete. Von 1816 bis 1832 gehörte er der Medizinalkommission der Provinz Westfalen. 1799 wurde er zum Medizinalrat ernannt, 1811 erhielt er die Ehrendoktorwürde der medizinischen Fakultät der Universität Gießen.

## Schriften
- Grundzüge zur Theorie der Blitzableiter. Theissing, Münster 1809 (Digitalisat).
- Huldigungs-Feyer der Provinz Westphalen. Aschendorff, Münster 1816 (Digitalisat).
- Bericht über die Erscheinungen bey der A. K. Emmerich, Chorschwester des aufgehobenen Klosters Agnetenberg in Dülmen. Heß, Dorsten 1818 (Digitalisat).
- Sendschreiben an den Herrn Rensing, Dechant und Pfarrer zu Dülmen, worin derselbe einer Theilnahme an der Erkünstelung der Wundmaale der Jungfer Emmerich nicht beschuldigt, das Wundersame der Wundmaale aber standhaft verneint wird. Schultz und Wundermann, Hamm 1819 (Digitalisat).